# Crumia
Crumia là một chi rêu trong họ Pottiaceae.